# Tom Kitwood
Thomas Marris Kitwood (* 1937 in Boston; † 1. November 1998 in Bradford) war ein englischer Sozialpsychologe und Gerontologe.

## Leben
Als Sohn eines lokalen Geschäftsmanns studierte Kitwood zunächst mit einem Rugby-Stipendium am King’s College (Cambridge) und schloss sein Studium 1960 mit einem naturwissenschaftlichen Bachelor ab. Er wandte sich der christlichen Theologie zu, absolvierte eine kirchliche Ausbildung und wurde 1962 zum Priester ordiniert. Im Anschluss nahm er eine Stelle an einer kirchlichen Jungenschule in Lake Victoria in Uganda an. Dort lernte er seine spätere Frau Jenny Cooper, die Tochter eines Missionarsehepaares, kennen. Ein Sohn wurde in Uganda geboren, eine Tochter später in England. Durch den Militärputsch 1971 und die darauffolgende Diktatur Idi Amins sah sich die Familie gezwungen, Uganda zu verlassen und nach Bradford zurückzukehren. Dort verließ Kitwood die kirchliche Laufbahn und nahm ein Studium der Psychologie, Sozial- und Erziehungswissenschaft auf. 1977 promovierte er bei Rom Harré mit dem Thema Values in Adolescent Life. 1979 wurde er Lektor an der Universität Bradford, 1992 ebendort Senior-Lektor für interdisziplinäre Humanwissenschaft. Er begann als Psychotherapeut zu arbeiten und veröffentlichte 1980 das Buch Disclosures to a Stranger: Adolescent Values in an Advanced Industrial Society.
1985 begann sein Interesse an der Verbesserung des Umgangs mit dementen Menschen und die Zusammenarbeit mit Kathleen Bredin, durch die Kitwood Zugang zur humanistischen Position Carl R. Rogers bekam. 1998 wurde er Professor für Demenzpflege und Psychogerontologie an der Bradford Universität. Er hielt Vorträge in den USA und erweiterte den Forschungsbereich der Demenzpflege an der Universität Bradford zu einer eigenen Abteilung mit grundständigen und postgradualen Studienmöglichkeiten.

## Werk
Kitwood entwickelte in den Jahren von 1987 bis 1995 als Reaktion auf eine von den Naturwissenschaften und der Medizin geprägte Sozialpsychologie und Pflegekultur eine neue Theorie zum Umgang mit dementen Menschen auf der Basis des Personzentrierten Ansatzes und der Klientenzentrierte Psychotherapie des amerikanischen Psychologen und Psychotherapeuten Carl R. Rogers. Gemeinsam mit Kathleen Bredin entwickelte er Konzepte einer veränderten Demenzpflege und mit dem Dementia Care Mapping entsprechende Methoden ihrer Evaluierung.
Angesichts seiner sowohl privaten als auch professionellen Erfahrungen im Umgang mit demenzkranken Menschen stellte Kitwood dabei das „medizinische Modell“ wegen seiner Implikationen und Widersprüche grundsätzlich in Frage. Entsprechend diesem Paradigma stand die neurologische und medizinische Sicht bei der Demenzerkrankung im Vordergrund. Dem Erleben von Menschen mit Demenz wurde kaum Beachtung geschenkt. Auffälliges Verhalten wurde als nicht verstehbarer Ausdruck der Demenz gedeutet. Pflege und Betreuung hatten lediglich einen palliativen Charakter. Diese Sichtweise bot nach Kitwood eine ungünstige Grundlage für die Demenzpflege, die bei den Pflegepersonen leicht Ohnmachts- und Schuldgefühle auslöse ohne ein alternatives Konzept anzubieten.
Dem stellte Kitwood ein neues Paradigma gegenüber, das von der betroffenen Person und ihrem Erleben ausging. In einer neuen „Demenzpflegekultur“ sollte die Einzigartigkeit der dementen Person beachtet und gewürdigt werden. Im Zentrum des Konzepts steht die Beziehung von interagierenden Menschen. Der Fokus ist nicht auf die Heilung der Demenzerkrankung ausgerichtet, sondern auf Wohlbefinden und eine gelingende Beziehung. Das Konzept beinhaltet die Auffassung, dass in der Begegnung mit dem demenzkranken Menschen auch die Pflegenden etwas gewinnen und dass nicht nur der Erfolg therapeutischer Bemühungen von Bedeutung ist, sondern dass die aufmerksame Begegnung selbst einen Wert in sich darstellt.
Wie auch in der Klientenzentrierten Psychotherapie sieht Kitwood auch die von Demenz betroffene Person als Expertin für ihr Erleben und richtet seinen Fokus auf den Aspekt der Begegnung nach Martin Buber. Dessen Konzepte von der „Ich-Du-Beziehung“ und der „Begegnung“ gelten als geistige Heimat von Carl Rogers, weshalb seine Anthropologie auch große Ähnlichkeit mit Bubers Konzept aufweist. Berührungspunkte gibt es hinsichtlich der von Carl Rogers formulierten Grundbedingungen (Echtheit, Wertschätzung und Empathie) für eine hilfreiche Beziehung von Person zu Person. In Bubers Ich-Du-Begegnung sieht auch Kitwood den entscheidenden Ansatzpunkt zum Verständnis des Personseins. Er betont, dass es zum Verständnis der Demenz wichtig sei, das „Personsein im Sinne von Beziehung zu sehen.“

## Rezeption
Der Ansatz Kitwoods hat neben denen von Naomi Feil, Erwin Böhm und Cora van der Kooij maßgeblich die Pflege und den Umgang mit dementen Menschen verändert und in Deutschland Eingang in die Leitlinien Demenz gefunden. Auch andere in der Betreuung dementer Menschen tätige Berufsgruppen beziehen sich auf den Ansatz Kitwood, so z. B. die Ergotherapie, die Kulturgeragogik, Musikgeragogik, und Musiktherapie,
Viele Wohn- und Pflegeeinrichtungen für Menschen mit Demenz betonen in ihren Hausprospekten, dass sie nach den Konzepten Kitwoods und verwandten Ansätzen arbeiten.

## Schriften (Auswahl)
- Demenz. Der person-zentrierte Ansatz im Umgang mit verwirrten Menschen 6. Auflage Huber Verlag, Bern 2013 ISBN 978-3-45685-305-5
- Disclosures to a Stranger: Adolescent Values in an Advanced Industrial Society, Law Book Co of Australasia 1980 ISBN 0-7100-0463-X
- Dementia reconsidered, Open University Press, 1997
- Mind that child!, Writers and Readers Publishing Cooperative, 1977
- Values in adolescent life, University Microfilms, 1976